# نسپرسو
نسپرسو (به انگلیسی: Nespresso) یک برند متعلق به شرکت سوئیسی نستله است. این شرکت تحت عنوان برند نسپرسو به تولید دستگاه‌های اسپرسوساز از نوع کپسول می‌پردازد. نحوه کار دستگاه بدین صورت می‌باشد که کپسول‌های تولید قهوه نسپرسو را درون دستگاه قرار داده و دستگاه آب را با فشار بخار ۱۹ بار از طریق سه سوراخ که در انتهای کپسول ایجاد کرده، وارد می‌کند و اسپرسوی غلیظ در ظرف مدت کوتاهی تهیه می‌گردد.

## تاریخچه
در سال ۱۹۷۶، اریک فاور، کارمند نستله، دستگاه نسپرسو را در سوئیس اختراع و به بازار معرفی کرد که این امر در ابتدا با موفقیت همراه نبود. البته روش کار او برای مردم جالب بود که با تهیه اسپرسو خارج از کافی شاپ توسط باریستا آشنا شوند. نسپرسو اولین مفهوم جدید خود را سال ۱۹۸۶ در ژاپن به مرحله تست گذاشت و در پی آن برای مردم فرانسه سوئیس و ایتالیا رسید. یک دهه بعد، بخشی به دلیل تلاش‌های ژان پل گیلارد که جامعه "Le Club" را معرفی کرد، محصول موفق تر شد. در سال ۱۹۹۰، نستله قراردادی را با تورمیکس امضا کرد، که شروع به فروش ماشین آلات نسپرسو در سوئیس کرد. پس از آن، قراردادهای دیگر با کراپس، مجیمیکس، آلسی، فیلیپس، زیمنس و دلونگی امضا شد. نسپرسو تنها به عنوان یک تجارت الکترونیکی، اولین فروشگاه خود را در پاریس در سال ۲۰۰۰ به عنوان یک حرکت مفهومی افتتاح کرد. امروزه، نسپرسو دارای شبکه جهانی بیش از ۷۰۰ فروشگاه در ۶۷ کشور است. اولین حق ثبت اختراع، برای فرایند اسپرسو اسپرسو از کپسول‌های حاوی قهوه آسیاب شده در سال ۱۹۹۶ ارائه شد.

## دستگاه‌های نسپرسو
نسپرسو تعدادی از ماشین‌های مختلف را که اغلب در اروپا ساخته شده‌است، اجازه تولید می‌دهد. نام‌های تولیدکنندگان این ماشین آلات از تجهیزات آشپزخانه شناخته شده مانند کراپس، برویل و دلونگی و مجیمیکس هستند، اما بیشتر توسط اوگستر/فریزمگ تولید می‌شود که یک شرکت سوئیس است که یکی از بزرگترین تولیدکنندگان ماشین آلات قهوه در جهان است. دلونگی مدل‌های لاتیسیما را به‌طور انحصاری در ایتالیا تولید می‌کند. اوگستر/فریزمگ به شدت سازنده اصلی تجهیزات (OEM) است و تحت نام تجاری خود فروخته نمی‌شود. در سال ۲۰۰۰، نسپرسو شروع به پخش ماشین‌های با نام تجاری نسپرسو کرد. مدل‌های متعددی وجود دارد که از جمله نام‌های نسپرسو اینیسیا، یو و پیکسی بوده و از سری ارزان قیمت دستگاه‌های نسپرسو می‌باشند.

## کپسول نسپرسو
کپسول‌های نسپرسو در ابتدا به صورت انحصاری توسط نسپرسو تولید و فروخته می‌شد اما با گذشت زمان شرکت‌های مختلفی از جمله جیموکا، سایلین، لور، استارباکس، جاکوبز و پروچی ، تاجمیری… نیز به تولید و عرضه این کپسول‌ها اقدام کردند. این کپسولها در یک قالب آلومینیومی یا پلاستیکی با روکش آلومینیوم پلمپ شده تا عطر و طعم آن در دراز مدت حفظ گردد. هر کپسول به‌طور معمول بین ۵ تا ۷ گرم قهوه را شامل می‌شود. بسته به نوع، از هر کپسول می‌توان ۴۰ میلی لیتر اسپرسو یا ۱۱۰ میلی لیتر لانگو تهیه بشود. برای تسکین نگرانی‌ها در مورد اثرات سلامتی کپسول‌ها از مواد غذایی بهداشتی بسته می‌شوند.

## سیستم تولید نوشیدنی
کپسول‌های نسپرسو از آلومینیوم و پلاستیک ساخته شده‌اند. بسته به سیستم نسپرسو که استفاده می‌شود، سطح صاف یا انتهای کپسول در هنگام وارد شدن به دستگاه و پائین آوردن اهرم سوراخ می‌شود. بعضی از ماشین‌ها یک سوراخ بزرگ و دیگران سه سوراخ کوچکتر را ایجاد می‌کنند. هنگامی که دستگاه فعال می‌شود، آب گرم تحت فشار بالا به سوراخ انژکتورها به انتهای نازک کپسول پس از قرار گرفتن در دستگاه وارد می‌گردد. پایه نگه دارنده کپسول (که در آن کپسول قرار دارد) دارای تعدادی از مربع‌های مطرح شده‌است که موجب شکستن فویل در این نقاط می‌شود. قهوه دم شده از کپسول از طریق این سوراخ‌های ایجاد شده خارج می‌شود و از طریق یک نازل قیف به فنجان قهوه جریان می‌یابد. اگر مسیر خروج قهوه معمولی مسدود شود فشار ایمنی داخل محفظه بویلر جهت جلوگیری از انفجار به کار می‌افتد و دستگاه دچار حادثه نمی‌گردد.